# Klodvig I.
Klodvig I. (466. – 511.), franački kralj od 481. – 511. godine.

## Kraj Rimskog razdoblja
Rimsko Carstvo na području zapadne Europe u kasnom petom stoljeću je ljuštura s trulom sredinom i čvrstom korom. Dok je unutrašnjost Carstva preplavljena barbarima na njenim rubovima nekadašnje obrambene vojske još uvijek drže svoje položaje. Od normalne četiri klasične granične vojske dvije u doba definitivnog pada grada Rima 476. godine i dalje drže svoje pozicije. U svojim invazijama tijekom V. stoljeća barbari su uspjeli uništiti samo vojsku zaduženu za obranu područja izvora Rajne. Vojska iz Britannie je bila evakuirana i prestala postojati svojim nepotrebnim raspoređivanjem po provincijama. Lokalno britansko-latinsko stanovništvo će tamo nastaviti borbu protiv osvajača sve do devetog stoljeća povlačeći se postepeno u Wales. U Iliriku posljednji legitimni rimski car Julije Nepot vlada okruženom tamošnjom vojskom do svoga ubojstva 480. godine. Na sjeveru Francuske rimska vojska ušća Rajne i dalje uspješno brani svoje područje protiv Huna i svih ostalih barbara.

## Vladavina Klodviga I.
Postajući kralj Franaka 481. godine nakon smrti svog oca kralja Hilderika I. ambicioznom mladom kralju pada pogled na bogato susjedno područje čuvano od demoralizirane rimske vojske generala Sijagrija. Otac ovaj tvrdi orah nikad nije uspio slomiti, ali nekoliko mjeseci ranije u Galiju je stigla vijest o smrti cara Nepota koja označava posmrtno zvono rimskoj vojsci bez cara i države. Tijekom prvih godina svi napadi Klodviga su bili odbijeni željom, nadom očajnika koji nastavlja borbu bez nade u pobjedu. Ti prvobitni neuspjesi nisu slomili volju ambicioznog vođe Franaka koji se odlučuje na mudar diplomatski potez proglašavajući sebe kraljem Franaka i Rimljana. Dobivši na takav način životne garancije želja Rimljana za daljnjom borbom se našla dovoljno oslabljena da Klodvig ostvari definitivnu pobjedu kod Soissonsa nad Sijagrijem 486. godine i tu godinu povijest uzima za početak franačke države. Nedugo potom ovaj posljednji general u zapadnoj Europi je pogubljen.
Ova velika pobjeda ostvarena i uz djelomičnu pomoć Vizigota je ipak bila previše koštala mlado Franačko Kraljevstvo, koje sada na mjestu stoji duže vrijeme bez daljnjih ratova Klodviga I. Proći će desetak godina stvaranja državnog jedinstva do novih osvajačkih ratova čija žrtva postaju Burgundi i Vizigoti. Dok je Burgundsko kraljevstvo opet uništeno. Vizigoti su izgubili dio teritorija koji su prije imali. Osvajanje vizigotskog Tolozatskog Kraljevstva dovršeno je pobjedom u bitci kod 507. godine u bitci kod Vouilléa. Preostali dio Vizigota ostao je u Hispaniji gdje je očuvao državu uz zadržavanje svoje vlasti u samo jednoj pokrajini na sjeverno od Pireneja (Septimanije).
Nakon što je tako stvorio najveće barbarsko kraljevstvo u Europi Klodvig I. je donio suludu odluku o podjeli države među svim svojim sinovima. Njegova smrt 511. godine označava početak gotovo polustoljetnog građanskog rata među njegovim sinovima. Pobjednik će na kraju postati Klotar I.

## Poveznice
- Popis franačkih kraljeva